# كارولين الكسندر
كارولين الكسندر (بالإنجليزية: Caroline Alexander)‏ هي كاتِبة أمريكية، ولدت في 1956.

## وصلات خارجية
- كارولين الكسندر على موقع ميوزك برينز (الإنجليزية)